# Perlfrankolin
Der Perlfrankolin (Francolinus pintadeanus) ist eine Vogelart aus der Familie der Fasanenartigen. Er kommt in zwei Unterarten in Südostasien vor und ist eng mit dem Halsbandfrankolin verwandt.

## Erscheinungsbild
Der Perlfrankolin erreicht eine Körperlänge von 31 bis 34 Zentimetern. Beide Geschlechter werden gleich groß und wiegen zwischen 284 und 397 Gramm. Charakteristisch für die Art ist die dunkle Grundfärbung des Gefieders mit auffallenden Flecken am Hals. Vom Halsbandfrankolin unterscheiden sich die Männchen durch die weiße Kehle und weiße Kopfseiten.
Ausgewachsene Männchen haben einen dunkelbraunen Scheitel und Nacken. Die Ohrdecken, das Kinn und die Kehle sind weiß. Ausgehend von der Schnabelbasis verläuft ein schwarzer Streif bis zum Nacken. Ein darüber befindlicher Streif läuft über das Auge bis zum Nacken. Der Hals, die Brust und die übrige Körperunterseite sind schwarz mit einer auffallend weißen Fleckung. Der Bürzel ist blass rotbraun. Der Mantel ist schwarz mit weißen Flecken. Der Rumpf und die Oberschwanzdecken sind fein schwärzlich und weiß gebändert.
Ausgewachsene Weibchen haben einen braunen Scheitel und Nacken mit einer dunklen Streifung. Die Kopfseiten und der Hals sind gelblich braun. Die Brust und die übrige Körperunterseite sind ebenfalls gelblich braun mit einer feinen dunkelbraunen Querzeichnung. Die Körperoberseite ist ähnlich wie bei den Männchen gefärbt, jedoch haben der Rumpf und die Oberschwanzdecken einen eher bräunlichen Grundton.

## Verbreitung und Lebensraum
Die Perlfrankoline zählen zu den asiatischen Vertretern der Frankoline. Das Verbreitungsgebiet reicht vom Nordosten Indiens über Myanmar und den Süden und Südosten Chinas bis nach Indochina und große Teile von Kambodscha, Laos und Vietnam. Perlfrankoline waren eine Zeit lang auch Brutvögel auf der philippinischen Insel Luzon, wo sie eingeführt wurden. Der Brutbestand gilt mittlerweile als erloschen. Der ebenfalls eingeführte Bestand auf Mauritius soll dagegen noch bestehen.
Der Lebensraum der Perlfrankoline sind trockene, licht bewaldete Hügel. Sie kommen regional aber auch im Tiefland vor und erreichen in Thailand Höhenlagen bis zu 1.500 Metern.

## Lebensweise
Perlfrankoline sind sehr scheue und aufmerksame Vögel, die am Boden leben und sich bei Störungen sofort ins Unterholz zurückziehen. Beobachtet werden meistens nur rufende Männchen oder eine Familiengruppe, die einen Weg überquert. Gewöhnlich leben sie in Paaren oder in Familiengruppen. Sie sind besonders am frühen Morgen oder in den Abendstunden aktiv.
Die Art gilt als monogam. Das Nest ist eine gut versteckte Bodenmulde, die mit Gras und Blättern ausgelegt wird. Das Gelege besteht gewöhnlich aus vier bis fünf cremefarbenen oder leicht olivfarbenen Eiern. Der Brutbeginn fällt mit dem Beginn der Regenzeit zusammen.

## Belege

### Einzelbelege
1. ↑  Madge et al., S. 195.
2. ↑  Madge et al., S. 196.